# Horn Island
Horn Island (in lingua locale: Ngarupai, Ngurupai, Nurupai o Narupai) è una delle Isole dello Stretto di Torres dell'Australia. Si trova a nord della penisola di Capo York. Appartiene alla contea di Torres. A nord dell'isola c'è un aeroporto e sulla costa nord-ovest, di fronte a Thursday Island, si trova il villaggio di Wasaga.

## Geografia
Horn Island si trova a nord-est dell'isola Principe di Galles ed è divisa da capo York dall'Endeavour Strait; Thursday Island e Hammond Island si trovano a nord-ovest e Wednesday Island a nord. A sud-est, vicina a capo York, c'è Possession Island. Horn ha una superficie di 53,8 km² e un'altezza di 120 m.

## Storia
Gli indigeni Kaurareg, nella loro lingua Kala Lagaw Ya, chiamano l'isola Ngurupai, mentre ha ricevuto il suo nome inglese nel 1803 da Matthew Flinders. Egli, attraversando lo stretto di Torres sullo schooner Cumberland, osservò le due punte della collina dell'isola simili a due corna.
Dopo il massacro del 1871 sull'isola Principe di Galles, la popolazione rimanente si stabilì qui per un breve periodo, fino a quando il governo non trasferì i Kaurareg sull'isola di Hammond.
Venne scoperto l'oro a Horn Island nel 1894 e nel 1896 erano in funzione ben 27 miniere che cessarono l'attività intorno al 1907. L'estrazione è ripresa nel 1988, ma si è interrotta dopo due anni. All'inizio del XX secolo sorse una città intorno all'industria delle perle e della madreperla, ma si spopolò quando i residenti non isolani furono evacuati nel Queensland meridionale durante la seconda guerra mondiale. Una grande base aerea alleata, nota come Horn Island Aerodrome, fu costruita sull'isola e fu attaccata più volte da aerei giapponesi.